# Versicherungsmedizin
Versicherungsmedizin ist ein Teilgebiet der Sozialmedizin, das sich nicht mit der Behandlung von Krankheiten bzw. Unfallfolgen befasst, sondern mit den Beziehungen zwischen den Versicherungsnehmern, den medizinischen Leistungserbringern, und den Versicherungsunternehmen. Die untersuchten Fragen sind nicht nur medizinischer, sondern auch juristischer und soziologischer Natur. Es bestehen inhaltliche Verbindungen zur Rechts- und Arbeitsmedizin.
Versicherungsmediziner gibt es in der Versicherungswirtschaft seit den 1840er Jahren, als Versicherer begannen, Ärzte für die Risikoeinschätzung von erhöhten Krankheitsrisiken zu konsultieren. Das Tätigkeitsfeld des Versicherungsmediziners erstreckt sich in verschiedene Sparten wie Krankenversicherung, Lebensversicherung, Sachversicherung bzw. Berufsunfähigkeit.
In der Sozialversicherung erstellen sogenannte Vertrauensärzte medizinische Gutachten für Behörden oder Sozialversicherungsträger. Sie untersuchen arbeitsunfähige Versicherte in Hinblick auf Dauer und Art ihrer Arbeitsunfähigkeit, entscheiden über Heilverfahren und sind als Rentengutachter tätig. Private Versicherungen beauftragen sogenannte Gesellschaftsärzte unter anderem mit der Begutachtung von Personenschäden oder bei Lebensversicherungen. Die Tätigkeit des Gesellschaftsarztes unterscheidet sich teilweise von der Tätigkeit der Sozialmediziner. Überschneidungen existieren beispielsweise durch die Begutachtungen auf Arbeitsunfähigkeit. Gegenwärtig werden Gutachten bei Privatversicherungen von Ärzten unterschiedlicher Fachrichtungen ohne spezielle Zusatzausbildung erstellt. Von Fachärzten innerhalb der Sozialversicherungen (MDK, DRV) wird in Deutschland normalerweise das Additivfach Sozialmedizin erwartet.

## Internationales und Forschung
Für die versicherungsmedizinische Tätigkeit gibt es kein vorgeschriebenes Curriculum oder eine Facharztweiterbildung. Stattdessen ist eine langjährige Berufserfahrung und vor allem versicherungsmedizinische Expertise erforderlich. Darüber hinaus bedarf es guter versicherungsmedizinischer Kenntnisse und der Bereitschaft zur interdisziplinären Zusammenarbeit mit Fachleuten aus dem Leistungs- und Vertragsbereich sowie mit Juristen und Mathematikern.
Derzeit ist die Versicherungsmedizin noch nicht besonders evidenzbasiert. Die Evidenzbasierung nimmt jedoch zu. Es gibt mittlerweile Bestrebungen, die Versicherungsmedizin als interdisziplinär forschende Fachrichtung an Universitäten zu etablieren.
Die Universität Lübeck gründete im Oktober 2018 den ersten Lehrstuhl für Versicherungsmedizin an einer deutschen Universität. Unter der Leitung von Joachim Breuer fokussiert der Lehrstuhl in seinen Forschungsschwerpunkten die Auswirkungen von Bezahlsystemen sowie die Leistungsdefinitionen und Zielbestimmungen im Versicherungsbereich. Ökonomische wie soziale Folgewirkungen von Gesamtsystemen wie auch Modellgestaltungen (z. B. Return to Work Programme, Anreizsysteme) gehören mit zum Arbeitsschwerpunkt.
In Basel befindet sich die Academy of Swiss Insurance Medicine als weitere universitäre Einrichtung im deutschsprachigen Raum. In den Niederlanden existiert eine Forschungskooperation auf dem Gebiet der Versicherungsmedizin. Hieran nehmen die Freie Universität Amsterdam, die Universität von Amsterdam, die Universität Groningen und die TNO teil. In Belgien ist die Katholieke Universiteit Leuven Forschungsstätte für Versicherungsmedizin. Dort ist auch der Sitz der wissenschaftlichen Vereinigung für Versicherungsmedizin in Flandern.
Die Universität Basel bietet seit 2008 eine zweijährige Masterausbildung als erste Einrichtung im deutschsprachigen Raum an. Ebenfalls besteht eine 2-jährige Masterausbildung in Belgien.
In den Niederlanden gibt es Facharztausbildungen zum Versicherungsmediziner mit einer Dauer von vier Jahren; stark sozialmedizinisch ausgerichtet. Ferner ist eine Ausbildung zum Facharzt für Versicherungsmedizin in Tschechien möglich. In Belgien wurde im Jahre 2007 eine eigene Facharztausbildung für Versicherungsmedizin und medizinische Expertise eingeführt. In Italien wird die Versicherungsmedizin wiederum zur Rechtsmedizin gezählt. In der EU-Richtlinie 2005/36/EG erscheint diese Facharztrichtung nicht; eine Migration der Fachärzte innerhalb Europas dürfte daher schwierig sein. Die Einzige Ausnahme dürfte die Niederlande darstellen. Dort erscheint der Titel „arbeid en gezondheid - verzekeringsgeneeskunde“ unter der Rubrik Arbeitsmedizin. Ein niederländischer Versicherungsmediziner darf sich darum in den anderen EU-Ländern Facharzt für Arbeitsmedizin nennen.